# Rekordy mistrzostw świata juniorów w lekkoatletyce
Rekordy mistrzostw świata juniorów w lekkoatletyce – najlepsze rezultaty uzyskane podczas mistrzostw świata juniorów w lekkoatletyce.

## Mężczyźni
| Konkurencja                           | Rezultat | Zawodnik                                                                                              | Miejsce uzyskania | Data             | Uwagi |
| ------------------------------------- | -------- | --- | ----------------- | ---------------- | ----- |
| bieg na 100 m                         | 9,91     | Letsile Tebogo                                                                                        | Cali              | 2 sierpnia 2022  | WJR   |
| bieg na 200 m                         | 19,96    | Blessing Afrifah                                                                                      | Cali              | 4 sierpnia 2022  |       |
| bieg na 200 m                         | 19,96    | Letsile Tebogo                                                                                        | Cali              | 4 sierpnia 2022  |       |
| bieg na 400 m                         | 44,58    | Anthony Pesela                                                                                        | Nairobi           | 21 sierpnia 2021 |       |
| bieg na 800 m                         | 1:43,76  | Emmanuel Wanyonyi                                                                                     | Nairobi           | 22 sierpnia 2021 |       |
| bieg na 1500 m                        | 3:35,53  | Abdalaati Iguider                                                                                     | Grosseto          | 15 lipca 2004    |       |
| bieg na 3000 m                        | 7:42.09  | Tadese Worku                                                                                          | Nairobi           | 18 sierpnia 2021 |       |
| bieg na 5000 m                        | 13:08,57 | Abreham Cherkos Feleke                                                                                | Bydgoszcz         | 13 lipca 2008    |       |
| bieg na 10 000 m                      | 27:21,08 | Rhonex Kipruto                                                                                        | Tampere           | 10 lipca 2018    |       |
| bieg na 110 m przez płotki (99 cm)    | 12,72    | Sasha Zhoya                                                                                           | Nairobi           | 21 sierpnia 2021 | WJR   |
| bieg na 110 m przez płotki (106,7 cm) | 13,44    | Colin Jackson                                                                                         | Ateny             | 19 lipca 1986    |       |
| bieg na 400 m przez płotki            | 48,51    | Kerron Clement                                                                                        | Grosseto          | 16 lipca 2004    |       |
| bieg na 3000 m z przeszkodami         | 8:06,10  | Conseslus Kipruto                                                                                     | Barcelona         | 15 lipca 2012    |       |
| skok wzwyż                            | 2,37     | Dragutin Topić                                                                                        | Płowdiw           | 12 sierpnia 1990 | WJR   |
| skok wzwyż                            | 2,37     | Steve Smith                                                                                           | Seul              | 20 września 1992 | WJR   |
| skok o tyczce                         | 5,82     | Armand Duplantis                                                                                      | Tampere           | 14 lipca 2018    |       |
| skok w dal                            | 8,20     | James Stallworth                                                                                      | Płowdiw           | 9 sierpnia 1990  |       |
| trójskok                              | 17,27    | Jaydon Hibbert                                                                                        | Cali              | 5 sierpnia 2022  |       |
| pchnięcie kulą (6 kg)                 | 22,20    | Jacko Gill                                                                                            | Barcelona         | 11 lipca 2012    |       |
| rzut dyskiem (1,75 kg)                | 69,81    | Mykolas Alekna                                                                                        | Nairobi           | 22 sierpnia 2021 |       |
| rzut młotem (6 kg)                    | 85,57    | Aszraf Amdżad as-Sajfi                                                                                | Barcelona         | 14 lipca 2012    | WJR   |
| rzut oszczepem                        | 86,48    | Neeraj Chopra                                                                                         | Bydgoszcz         | 23 lipca 2016    | WJR   |
| dziesięciobój                         | 8425 pkt | Tomas Järvinen                                                                                        | Lima              | 30 sierpnia 2024 |       |
| chód na 10 000 m                      | 39:24,85 | Rayen Cherni                                                                                          | Lima              | 30 sierpnia 2024 |       |
| sztafeta 4 × 100 metrów               | 38,51    | Południowa Afryka · Mihlali Xotyeni · Sinesipho Dambile · Letlhogonolo Moleyane · Benjamin Richardson | Nairobi           | 22 sierpnia 2021 | WJR   |
| sztafeta 4 × 400 metrów               | 3:01,09  | Stany Zjednoczone · Brandon Johnson · LaShawn Merritt · Jason Craig · Kerron Clement                  | Grosseto          | 18 lipca 2004    |       |

## Kobiety
| Konkurencja                   | Rezultat | Zawodniczka                                                                                | Miejsce uzyskania | Data             | Uwagi |
| ----------------------------- | -------- | ------------------------------------------------------------------------------------------ | ----------------- | ---------------- | ----- |
| bieg na 100 m                 | 10,95    | Tina Clayton                                                                               | Cali              | 3 sierpnia 2022  |       |
| bieg na 200 m                 | 21,84    | Christine Mboma                                                                            | Nairobi           | 21 sierpnia 2021 |       |
| bieg na 400 m                 | 50,50    | Ashley Spencer                                                                             | Barcelona         | 13 lipca 2012    |       |
| bieg na 800 m                 | 1:59,13  | Roisin Willis                                                                              | Cali              | 3 sierpnia 2022  |       |
| bieg na 1500 m                | 4:04,27  | Birke Haylom                                                                               | Cali              | 6 sierpnia 2022  |       |
| bieg na 3000 m                | 8:41,76  | Beyenu Degefa                                                                              | Bydgoszcz         | 20 lipca 2016    |       |
| bieg na 5000 m                | 14:39,71 | Medina Eisa                                                                                | Lima              | 27 sierpnia 2024 |       |
| bieg na 10 000 m              | 32:29,90 | Wang Junxia                                                                                | Seul              | 19 września 1992 |       |
| bieg na 100 m przez płotki    | 12,77    | Kerrica Hill                                                                               | Cali              | 6 sierpnia 2022  |       |
| bieg na 400 m przez płotki    | 54,70    | Lashinda Demus                                                                             | Kingston          | 19 lipca 2002    |       |
| bieg na 3000 m z przeszkodami | 9:12,71  | Sembo Almayew                                                                              | Lima              | 29 sierpnia 2024 |       |
| skok wzwyż                    | 2,00     | Alina Astafei                                                                              | Greater Sudbury   | 29 lipca 1988    |       |
| skok o tyczce                 | 4,55     | Angelica Moser                                                                             | Bydgoszcz         | 22 lipca 2016    |       |
| skok w dal                    | 6,82     | Fiona May                                                                                  | Greater Sudbury   | 30 lipca 1988    |       |
| trójskok                      | 14,62    | Tereza Marinowa                                                                            | Sydney            | 25 sierpnia 1996 | WJR   |
| pchnięcie kulą                | 18,76    | Cheng Xiaoyan                                                                              | Lizbona           | 21 lipca 1994    |       |
| rzut dyskiem                  | 68,24    | Ilke Wyludda                                                                               | Greater Sudbury   | 31 lipca 1988    |       |
| rzut młotem                   | 71,64    | Silja Kosonen                                                                              | Nairobi           | 21 sierpnia 2021 |       |
| rzut oszczepem                | 63,52    | Adriana Vilagoš                                                                            | Cali              | 2 sierpnia 2022  |       |
| dziesięciobój                 | 6470 pkt | Carolina Klüft                                                                             | Kingston          | 20 lipca 2002    |       |
| chód na 10 000 m              | 42:47,25 | Anežka Drahotová                                                                           | Eugene            | 23 lipca 2014    | WJR   |
| sztafeta 4 × 100 metrów       | 42,59    | Jamajka · Serena Cole · Tina Clayton · Kerrica Hill · Tia Clayton                          | Cali              | 5 sierpnia 2022  | WJR   |
| sztafeta 4 × 400 metrów       | 3:27,60  | Stany Zjednoczone · Alexandria Anderson · Ashlee Kidd · Stephanie Smith · Natasha Hastings | Grosseto          | 18 lipca 2004    |       |

## Mieszane
| Konkurencja             | Rezultat | Zawodnicy                                                                            | Miejsce uzyskania | Data            | Uwagi |
| ----------------------- | -------- | ------------------------------------------------------------------------------------ | ----------------- | --------------- | ----- |
| sztafeta 4 × 400 metrów | 3:17,69  | Stany Zjednoczone · Charlie Bartholomew · Madison Whyte · Will Sumner · Kennedy Wade | Cali              | 2 sierpnia 2022 |       |